# Nupserhoglenea cerrutii
Nupserhoglenea cerrutii är en skalbaggsart som beskrevs av Stefan von Breuning 1963. Nupserhoglenea cerrutii ingår i släktet Nupserhoglenea och familjen långhorningar. Inga underarter finns listade i Catalogue of Life.